# セントクリストファー・ネイビスのイスラム教
本項目ではセントクリストファー・ネイビスのイスラム教について記述する。

## 概要
2009年にピュー研究所が発表した調査によると、総人口の約0.1%がムスリムという。国内にはイスラム教センターやモスクが2ヶ所ある他、同教系の組織も複数存在。ムスリム学生組織もウィンザー薬科大学にある。